# Pseudobaseodiscus nonsulcatus
Pseudobaseodiscus nonsulcatus är en djurart som tillhör fylumet slemmaskar, och som beskrevs av Senz 1993. Pseudobaseodiscus nonsulcatus ingår i släktet Pseudobaseodiscus, klassen Anopla, fylumet slemmaskar och riket djur. Inga underarter finns listade i Catalogue of Life.